# Taeniophallus brevirostris
Espèce
Synonymes
- Dromicus brevirostris Peters, 1863
- Dromicus viperinus Günther, 1868
- Rhadinaea taeniolata Cope, 1869
- Echinanthera brevirostris (Peters, 1863)

Taeniophallus brevirostris  est une espèce de serpents de la famille des Dipsadidae.

## Répartition
Cette espèce se rencontre :
- au Brésil dans les États d'Acre et d'Amazonas ;
- au Suriname ;
- au Guyana ;
- en Guyane ;
- dans le sud de la Colombie ;
- dans le nord du Pérou ;
- en Bolivie.

## Étymologie
Son nom d'espèce, du latin brevis, « court », et rostris, « museau », lui a été donné en référence à sa morphologie.

## Publication originale
- Peters, 1863 : Über einige neue oder weniger bekannte Schlangenarten des zoologischen Museums zu Berlin. Monatsberichte der Königlich Preussischen Akademie der Wissenschaften zu Berlin, vol. 1863, p. 272-289 (texte intégral).